# St. Louis (Michigan)
St. Louis é uma cidade localizada no estado americano de Michigan, no Condado de Gratiot.

## Demografia
Segundo o censo americano de 2000, a sua população era de 4494 habitantes.

## Geografia
De acordo com o United States Census Bureau tem uma área de 7,8 km², dos quais 7,4 km² cobertos por terra e 0,4 km² cobertos por água.

## Localidades na vizinhança
O diagrama seguinte representa as localidades num raio de 28 km ao redor de St. Louis.